# مقاطعة أنديرسون (كنتاكي)
مقاطعة أنديرسون (بالإنجليزية: Anderson County)‏ هي إحدى المقاطعات في ولاية كنتاكي في الولايات المتحدة الأمريكية.

## أعلام
- توماس دبليو. فريمان